# Сергієнко Микола Іванович
Мико́ла Іва́нович Сергіє́нко (30 квітня 1957, с. Красна Лука, Полтавська область, Українська РСР, СРСР — 26 січня 2015, Київ, Україна) — український залізничник, начальник Придніпровської (2005—2006) та Донецької (2008—2010) залізниць, перший заступник генерального директора Укрзалізниці (2010–2014). Закінчив життя самогубством.

## Життєпис
Народився у селі Красна Лука, що на Полтавщині.
У 1981 році отримав диплом Харківського інституту інженерів залізничного транспорту за спеціальністю «Тепловози та тепловозне господарство». Одразу після закінчення розпочав трудову діяльність на посаді майстра з ремонту тепловозів у локомотивному депо Волноваха Донецької залізниці. Згодом працював старшим майстром та заступником начальника депо з ремонту, а у 1992 році обійняв посаду головного інженера.
Протягом 1996-2005 років виконував функції головного інженера Головного управління локомотивного господарства Укрзалізниці, головного інженера Придніпровської залізниці та начальника Головного управління локомотивного господарства Укрзалізниці. 15 листопада 2000 року захистив кандидатську дисертацію за спеціальністю 05.05.03 на тему «Вибір та наукове обґрунтування техніко-економічних показників тепловозних дизелів для локомотивного парку України». У червні 2005 року був призначений начальником Придніпровської залізниці. З вересня 2006 по січень 2008 року — заступник Генерального директора Укрзалізниці.
23 січня 2008 року розпорядженням Кабінету міністрів України № 100-р призначений на посаду начальника Донецької залізниці. У січні 2010 року звільнений з посади в зв'язку з переходом на нову роботу. З квітня 2010 року по квітень 2014 року — перший заступник генерального директора Укрзалізниці.
26 січня 2015 року близько 16:00 Микола Сергієнко несподівано зателефонував власній дружині та повідомив, що не хоче далі жити. Жінка дісталася помешкання за півгодини, та було вже пізно — Сергієнко закінчив життя самогубством, завдавши собі смертельного поранення з мисливського карабіну Blazer P93 калібру 7,62 мм, що був офіційно зареєстрований. Правоохоронцями було з'ясовано, що на момент трагедії в квартирі, окрім потерпілого, нікого не було, двері та вікна було зачинено з середини, а замки на них не пошкоджено. За словами дружини загиблого останнім часом він перебував у стані депресії.

## Відзнаки та нагороди
Державні нагороди
- Заслужений працівник транспорту України (22 червня 2007) — за вагомий особистий внесок у розвиток конституційних засад української державності, багаторічну сумлінну працю, високий професіоналізм та з нагоди Дня Конституції України[4]
- Державна премія України в галузі науки і техніки (9 грудня 2004) — за створення, освоєння виробництва і впровадження вітчизняного моторвагонного рухомого складу соціального призначення для пасажирських перевезень приміського сполучення[5]
- Почесна грамота Кабінету Міністрів України (2006)

Галузеві відзнаки
- Знак «Залізнична Слава» III ст. (2001)
- Почесний залізничник (1999)

Наукові звання
- Кандидат технічних наук